# Sphaerulina dolichotera
Sphaerulina dolichotera är en lavart som först beskrevs av William Nylander och som fick sitt nu gällande namn av Léon Vouaux 1913. 
Sphaerulina dolichotera ingår i släktet Sphaerulina och familjen Mycosphaerellaceae.  Arten är reproducerande i Sverige. Inga underarter finns listade i Catalogue of Life.
I den svenska databasen Dyntaxa används istället namnet Placynthium dolichoterum för samma taxon.  Arten är reproducerande i Sverige.